# Christian Häckl
Christian Häckl (* 1. Februar 1964 in St. Pölten) ist ein österreichischer Meteorologe. Er ist Chef-Meteorologe der RTL-Wetterredaktion. 

## Leben und Karriere
Christian Häckl studierte nach der Matura an der Leopold-Franzens-Universität Innsbruck Meteorologie und wurde 1983 während seines Studiums Mitglied der katholischen Studentenverbindung AV Vindelicia Innsbruck im ÖCV.
Seit 1991 war Häckl Mitarbeiter der Meteomedia AG und moderierte im Wechsel mit Jörg Kachelmann das Wetter auf SWF 3. 1992 übernahm er die Vertretung für Kachelmann bei der Wettermoderation im ARD-Morgenmagazin. Seit Januar 1994 ist er als Meteorologe tätig und war bis zur Übernahme von Constance Ahlers Leiter der Wetterredaktion bei RTL. Dort präsentiert er bis heute das Wetter in der Nachrichtensendung RTL aktuell. Er ist als Experte aber auch in anderen Formaten von RTL Deutschland zu sehen. 
Am 14. April 2004 nahm Häckl als Kandidat am Musikwettbewerb Star Duell teil. Seit Juli 2021 moderiert er das Klima Update im Wechsel mit Bernd Fuchs auf RTL. Das circa einminütige Format wird immer donnerstags und samstags gegen 19:05 Uhr im Anschluss an RTL aktuell gesendet und befasst sich mit dem Klimawandel, dem Wandel der Umwelt, sowie wirtschaftlichen und sozialen Folgen und Chancen.
Häckl ist in zweiter Ehe seit 2004 mit Frau Aline verheiratet und hat zwei Söhne sowie eine Tochter aus erster Ehe. Er lebt mit seiner Familie in Pulheim bei Köln.